# Anticoreura caenea
Anticoreura caenea är en fjärilsart som beskrevs av Dru Drury 1782. Anticoreura caenea ingår i släktet Anticoreura och familjen tandspinnare. Inga underarter finns listade i Catalogue of Life.